# ФК Слобода Нови Козарци
ФК Слобода Нови Козарци је екипа из Нових Козараца, основан 1947. године. Слобода је после ОФК Кикинде најуспешнији тим у граду Кикинда. Такмичи се у Српској лиги Војводине, трећем такмичарском рангу српског фудбала. 
Игра на модерном, скроз покривеном стадиону изграђеном 1988. године, популарној Алкоарени, капацитета 1800 места за седење. Боје клуба су бело-плава.

## Историја
ФК Слобода је основана 1947. године као „Младен Стојановић“ а у сезони 1959/1960. клуб мења назив у садашњи Слобода. Први председник клуба био је Ђуро Бањац.
Од сезоне 1964/1965. клуб игра у Банатској лиги и игра у њој до 1970. када прелази у ново формирану Севернобанатску лигу. Од 1999. клуб је играо у Војвођанској лиги. У сезони 2009/2010. у Војвођанској лиги Исток Слобода је заузела прво место па је у сезони 2010/2011. такмичење играла у Српској лиги Војводина, трећем такмичарском нивоу српског фудбала. Сезона 2010/2011. била неповољна, Слобода је била позиционирана на последњем месту, па се од сезоне 2011/12. до 2019/20. такмичила у Војвођанској лиги Исток. Сезона 2019/20. је прекинута услед пандемије ковида 19 у Србији (после седамнаестог кола одржаног 14. марта) и првог места на табели, Слобода се пласирала у Српску лигу Војводина.
ФК Слобода је завршила сезону 2020/21. на 16. месту, те је испала из Српске лиге Војводина. Наредну сезону игра у Војвођанској лиги Исток.